# Lymantria leucophaes
Lymantria leucophaes este o specie de molii din genul Lymantria, familia Lymantriidae, descrisă de Collenette 1936 Conform Catalogue of Life specia Lymantria leucophaes nu are subspecii cunoscute.